# Warbizapass
Der Warbizapass (bulgarisch Върбишки проход) befindet sich im Balkangebirge, Bulgarien.
Der Pass verbindet die Orte Warbiza und Beronowo. 811 schlugen die Truppen von Khan Krum in der Schlacht am Warbiza-Pass den byzantinischen Kaiser Nikephoros I. in einem Hinterhalt vernichtend.